# محله باصفا
محله باصفا یک مجموعه تلویزیونی محصول سال ۱۳۷۹–۱۳۷۸ به کارگردانی احمد قربانی، محمد اوزی و میثم محیط‌فراتی نویسندگی محمد اوزی، فیروز وکیلی و محمدمهدی بهنام و تهیه‌کنندگی محمد اوزی می‌باشد که از برنامه سیمای خانواده شبکه یک پخش شد.
برنامه ای طنزگونه در محله ای به نام محله باصفا که مسائل اجتماعی را به تصویر می‌کشد و شامل سرود و نمایش‌های کوتاه می‌باشد.

## بازیگران
- امیر نیکیار
- جواد انصافی
- عباس نایی
- علی زاهدی
- محسن یوسف‌بیک
- محمود بنفشه‌خواه
- محمود بهرامی
- فربد تجویدی